# Shiori Nagata
Shiori Nagata (født 24. oktober 1987) er en kvindelig håndboldspiller fra Japan. Hun spiller og er anfører på Japans kvindehåndboldlandshold, og deltog under VM 2019 i Japan.